# Le Secret des tentes noires
Pour plus de détails, voir Fiche technique et Distribution.
Le Secret des tentes noires (The Black Tent) est un film britannique réalisé par Brian Desmond Hurst, sorti en 1956.

## Synopsis
Un capitaine de l'armée britannique, blessé, est soigné par la fille du sheik. Rétabli, ils se marient, mais il doit rejoindre son unité au début de la bataille d'El-Alamein. Il est tué lors d'un acte de bravoure, sans avoir jamais vu son fils. Des années plus tard, son frère découvre l'existence de cet héritier du domaine familial. Il offre à son neveu une chance de commencer une nouvelle vie en Angleterre, mais ce dernier décide de rester parmi les tentes noires des Bédouins.

## Fiche technique
- Titre original : The Black Tent
- Titre français : Le Secret des tentes noires
- Réalisation : Brian Desmond Hurst
- Scénario : Robin Maugham, Bryan Forbes
- Direction artistique : George Provis
- Décors : Jack Stephens
- Costumes : Beatrice Dawson
- Photographie : Desmond Dickinson
- Son : Dudley Messenger, Gordon K. McCallum
- Montage : Alfred Roome
- Musique : William Alwyn
- Production exécutive : Earl St. John
- Production : William MacQuitty
- Société de production : The Rank Organisation Film Productions
- Société de distribution : J. Arthur Rank Film Distributors
- Pays d'origine :  Royaume-Uni
- Langue originale : anglais
- Format : couleur (Technicolor) — 35 mm — 1,85:1 (VistaVision) — son mono
- Genre : drame
- Durée : 93 minutes
- Dates de sortie : 
  - Royaume-Uni : 9 avril 1956
  - France : 20 mars 1957

## Distribution
- Donald Sinden : Colonel Sir Charles Holland
- Anthony Steel : Capitaine David Holland
- Anna Maria Sandri : Mabrouka ben Yussef
- André Morell : Sheik Salem ben Yussef
- Terence Sharkey : Daoud Holland, le fils de David
- Donald Pleasence : Ali
- Ralph Truman : Major Croft
- Anthony Bushell : Baring, l'ambassadeur
- Michael Craig : Sheik Faris
- Paul Homer : Khalil ben Yussef
- Anton Diffring : un officier nazi
- Frederick Jaeger : un officier nazi
- Derek Sydney : l'interprète